# Scammell Mechanical Horse

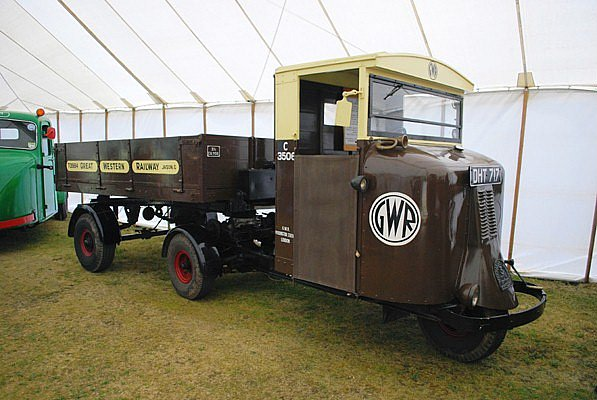
Scammell Mechanical Лошадь и прицеп в ливрее Великой Западной Железной дороги

Scammell Mechanical Horse (Механическая лошадь)  — британский трехколесный тягач, произведенный производителем грузовиков Scammell. Концепция т. н. механической лошади с легко отсоединяемым шарнирным прицепом была задумана в начале 1930-х годов компанией Нейпир и Сын. Лондонская и Северо-Восточная железная дорога обратилась к компании Нейпир, производителю высококачественой автомобильной техники и авиационных двигателей для поиска ответа на проблему замены лошадей на местных перевозках в специфических условиях, где улицы старинных Британских городов были слишком узкими для современного грузового транспорта, сохраняя при этом возможность быстрой смены прицепов и маневренность присутствующую гужевому транспорту. В 1938 году LNER владела 800 тракторами «Механическая лошадь» и была крупнейшим владельцем средств такого типа.